# 阿納薩齊龍屬
阿納薩齊龍屬（學名：Anasazisaurus）是種鳥腳亞目鴨嘴龍科恐龍，生存於晚白堊紀，約7400萬年前。化石發現於美國新墨西哥州聖胡安縣的嘉德蘭組，目前只發現一個部份顱骨。這個化石最初被傑克·霍納（Jack Horner）歸類於小貴族龍。阿納薩齊龍的著名處在於鼻部上的短頭冠，從兩眼中間往頭後延伸。

## 敘述
阿納薩齊龍的生理特徵資訊不多。牠們的顱骨保存狀態差，缺乏下頜、喙嘴、與方骨，而且直到近年才完全重建好。阿納薩齊龍的鼻骨上有突出骨頭，從兩眼中間開始，向頭後方延伸。這種獨特頭冠與其相近物種格里芬龍不同。頭冠頂端為圓形，而顱骨的長度為90公分以內。

## 分類
阿納薩齊龍屬於櫛龍亞科，因為牠們缺乏內部中空的頭冠。最近的研究認為，阿納薩齊龍在鴨嘴龍亞科中佔了獨特的演化位置。如果阿納薩齊龍與小貴族龍是同種動物，較早命名的小貴族龍將具有優先權。

## 歷史
正模標本（編號BYU 12950）是一個顱骨，也是目前唯一的標本，是在70年代晚期，由楊百翰大學的田野工作團隊在新墨西哥州的聖胡安縣發現。在1993年，美國古生物學家阿德里安·亨特（Adrian Hunt）與史賓賽·盧卡斯（Spencer G. Lucas）建立了霍納氏阿納薩齊龍（A. horneri），也是目前唯一的種。屬名是以古代美洲原住民阿納薩齊人為名，阿納薩齊人因他們的懸崖住所而著名，化石發現地附近的廈谷文化國家歷史公園有很多這種懸崖住所。種名則是以著名古生物學家傑克·霍納（Jack Horner）為名，他在1992年先敘述了這個化石。
阿納薩齊龍是否為有效的屬，還有爭論。在1992年，傑克·霍納最初將這個顱骨歸類於小貴族龍。在第二年，亨特與盧卡斯認為小貴族龍的有限化石，無法德出任何識別的特徵，因此將小貴族龍列為疑名。而這個顱骨具有獨特、可辨識的特徵，而且與小貴族龍之間沒有顯著的相同特徵，因此亨特與盧卡斯將牠們獨立為新屬，霍納氏阿納薩齊龍。 大部分最近的研究，都支持這個決定。但是一些科學家仍主張阿納薩齊龍與小貴族龍是同種動物，包含曾做過最詳細檢驗的湯瑪斯·威廉森（Thomas Williamson）。阿納薩齊龍目前只有一個顱骨，需要更多的化石，才能了解阿納薩齊龍與小貴族龍的分類關係。

## 古生態學與古生物學
阿納薩齊龍的化石發現於嘉德蘭組的下層。嘉德蘭組的年代為晚白堊紀的晚坎潘階，約7400萬年前。該地層發現的其他恐龍有：阿拉莫龍、五角龍、結節頭龍、蜥鳥盜龍、以及一種未命名的暴龍科恐龍。
如同其他鴨嘴龍類，阿納薩齊龍是種大型、二足、草食性恐龍，頭部構造複雜，下頜可以做出類似咀嚼的研磨動作。牠們有數百顆牙齒，形成齒系（Dental batteries），會不斷成長、更換，同一時間只會使用少部份牙齒。牠們會用喙嘴切斷植物，並將食物置於兩旁的頰囊中。牠們以離地面四公尺以下的植物為食。